# Muck Ferenc
Muck Ferenc (1956.  szeptember 15. –) magyar szaxofonos.

## Tanulmányok
1978-ban végezte el a Liszt Ferenc Zeneművészeti Főiskola klarinét szakát. 1982-ban a Jazz tanszak szaxofon szakát.
A Várkonyi Mátyás vezette Rock Színház tagja 1989-ig. Nemzetközi dzsesszfesztiválok résztvevője Pege Aladár együttesével 1982-től 1984-ig majd 1986-tól 1989-ig, valamint szólistaként EBU fesztiválokon Strassbourg, Helsinki, Tallin stb. Többször az év egyéb hangszerese díj nyertese (1990–1992)
- 1990 eMeRTon-díjas mint Az év dzsessz-szólistája.
- 1992 eMeRTon-díjas mint Az év dzsessz-együttese Besenyő Blues Band.
- 1990–1991–1992 Az év POP szaxofonosa 1980 OSZK/Tánczenei szakvizsga ,,A" kategória/
- 1999 ARANY ZSIRÁF díj a Djabe együttessel
- 1993 A Besenyő Blues Band-del , saját dalával fesztiválgyőzelem, külföldi lemezfelvételek.
- 1991-től a RABB együttes szaxofonosa,
- 1995-től a Muckshow zenekar vezetője.
- 1997–2000: A Djabe zenekar,
- 2003-tól Muck-Trio
- 2007 Ötven Plusz /Jubileumi album/Aranylemez/
- 2010 Groupensax
- 2011 Blusberry
- 2011 Prima Különdíj (Székesfehérvár)
- 2012 Gronau Jazz Fesztivál Live in Gronau Bluesberry
- 2013 Miniszteri kitüntetés: Pedagógus Szolgálati Emlékérem
- 2018 Apostol együttes /Zenekari tag/
- 2019 MAB-tag /Akkreditációs bizottság/
- 2020 Magyar Arany Érdemkereszt

## Oktatói tevékenység
- Hang Szín Tér, Bodajk (szaxofon)
- Dr. Lauschmann Gyula Zeneművészeti Jazz Szakközépiskola (szaxofon)
- 1985-1987 Bartók Béla Zeneművészeti Szakközépiskola Jazz Tanszak (klarinét)
- Oktatásban eltöltött idő: 21 év

## Szakmai pályafutás
OSZK „A” kategória
Több száz lemez és koncert (pl. LGT, Tankcsapda, Hungária)
1997-2000 a Djabe zenekarban is játszott
1994-ben játszott a Novus Jam Profilok című lemezén
1995-től Muckshow zenekar vezetője
1991-től RABB együttes szaxofonosa
1989-ig Rock Színház tagja
1993-ben a Besenyő Blues Banddel saját dalával megnyerték a Pop-Rock Fesztivál ’93-at, külföldi lemezfelvételek, pl. a Jammin együttessel Svájcban
Nemzetközi jazzfesztiválok résztvevője Pege Aladár együttesével 1986-tól 1989-ig, valamint szólistaként EBU-fesztiválokon Strasbourg, Bécs, Graz, Helsinki, Tallinn stb.
A Liszt Ferenc Zeneművészeti Főiskola klarinét szakának és a jazz tanszak szaxofon szakának elvégzése óta (1982), aktív részese a hazai könnyűzenei életnek. Több száz lemez és koncert közreműködője, az LGT-től kezdve a Hungárián keresztül a Tankcsapda együttesig.
A Várkonyi Mátyás vezette Rockszínház tagja 1989-ig. Nemzetközi jazz fesztiválok résztvevője Pege Aladár együttesével 1986-tól 1989-ig, valamint szólistaként EBU fesztiválokon Strassbourg, Helsinki, Tallin, stb. Többször az év egyéb hangszerese díj nyertese (1990-1992), Emerton díjas (1990). 1992-ben a Besenyő Blues Band-del saját dalával fesztiválgyőzelem, külföldi lemezfelvételek, pl. a Jammin együttessel Svájcban.
1991-től a RABB együttes szaxofonosa, 1995-től a Muckshow zenekar vezetője. 1994-ben játszott a Novus Jam Profilok című lemezén.
A Djabe zenekar első lemezének felvételeiben aktívan közreműködött, majd 1997 januárjában csatlakozott a zenekarhoz, melyben 2000 októberéig játszott.

## Tudományos, szakmai közéleti tevékenység, nemzetközi kapcsolatok
- Sibelius Akadémia Helsinki
- H. Lauter London Filharmónia